# 油麦菜
油麦菜（拼音:yóu mài cài、仮名転写:ヨウマイツァイ、粤拼:jau4 mak6 coi3、仮名転写:ヤウマクツォイ、ゆばくさい）はタチヂシャ（立萵苣、学名:Lactuca sativa var longifolia）の栽培品種である。台湾では台湾チシャ（臺灣萵苣、臺灣萵菜）、本島チシャ（本島萵苣）、または単にチシャ（萵菜、萵仔菜）とよばれ、台湾語での俗称としてA菜と呼ばれる。台湾においては一般的な野菜であり、非結球型のレタスの一種である 。

## 名称
台湾語での萵仔菜の発音は二通りあり、一つはue-á-tshàiでもう一つはe-á-tshàiとなる。 後者の発音がアルファベットの文字Aの発音と似ているのでA菜と転写し、これが一般にも広まった。
また台湾において油麦菜と呼ぶチシャは本種では無く福山萵苣であるので注意が必要である。